# Taruga (Fundplatz)
Koordinaten: 8° 25′ 0″ N, 7° 15′ 0″ O
Taruga ist eine Fundstelle der Nok-Kultur. Die Fundstelle liegt etwa 40 km südöstlich der nigerianischen Hauptstadt Abuja. 
Ausgrabungen des britischen Archäologen Bernard Fagg in den 1960er Jahren erbrachten nicht nur Fragmente von Terrakotten, sondern auch die ältesten Datierungen für Eisenverhüttung für Westafrika. Taruga war lange die einzige Fundstelle der Nok-Kultur, die gründlich beschrieben und dokumentiert wurde. 
Durch ein neues Forschungsprojekt der Universität Frankfurt konnten mehrere neue hinzugefügt werden.